# موسی صایب
موسی صایب (انگلیسی: Moussa Saïb؛ زادهٔ ۵ مارس ۱۹۶۹) بازیکن فوتبال بازنشسته اهل الجزایر است.
از باشگاه‌هایی که در آن بازی کرده‌است می‌توان به باشگاه فوتبال موناکو، باشگاه فوتبال اوسر، و باشگاه فوتبال القبائل، باشگاه فوتبال الوصل امارات، باشگاه فوتبال تاتنهام هاتسپر، باشگاه فوتبال والنسیا، باشگاه فوتبال النصر عربستان سعودی، باشگاه فوتبال لوریان، باشگاه فرهنگی ورزشی دبی، باشگاه فوتبال القبائل و باشگاه فوتبال موناکو اشاره کرد.
وی همچنین در تیم ملی فوتبال الجزایر بازی کرده‌است.